# 女にしっぽがあったころ
『女にしっぽがあったころ』（おんなにしっぽがあったころ、イタリア語: Quando le donne avevano la coda）は、1970年（昭和45年）製作・公開、パスクァーレ・フェスタ・カンパニーレ監督のイタリア映画である。イタリア式コメディの1作である。

## 略歴・概要
本作は、イタリアの映画プロデューサーシルヴィオ・クレメンテッリが経営する製作会社クレシ・チネマトグラフィカが製作、小説家のウンベルト・エーコの原案をリナ・ウェルトミューラー、オッタヴィオ・イェンマ、マルチェッロ・コシャ、パスクァーレ・フェスタ・カンパニーレが脚色した作品である。
イタリアでは同年10月15日で公開され、アメリカではフィルム・ヴェンチャーズ・インターナショナルが配給し、同年に公開されている。シルヴィオ・クレメンテッリとパスクァーレ・フェスタ・カンパニーレは、翌1971年（昭和46年）、続篇『女がしっぽをなくしたころ』を製作を開始、1972年（昭和47年）2月24日に公開した。
西ドイツ（現在のドイツ）でも同年12月17日に公開され、その後同国では、3作の本作とは直接の続篇関係にはない同傾向の映画を Als die Frauen noch Schwänze hatten 2 等のタイトルで公開した。2005年（平成17年）4月7日には、同国でDVDが、2009年（平成21年）3月19日にはブルーレイディスクが発売された。
日本では、2011年（平成23年）2月現在に至るまで劇場公開、テレビ放映、DVD等のビデオグラム販売等は行われていない。エンニオ・モリコーネによる劇伴音楽は、2007年（平成19年）2月7日、キングレコードが日本版CDを発売した。

## スタッフ・作品データ
- プロデューサー : シルヴィオ・クレメンテッリ
- 監督 : パスクァーレ・フェスタ・カンパニーレ
- 原案 : ウンベルト・エーコ
- 脚本 : リナ・ウェルトミューラー、オッタヴィオ・イェンマ、マルチェッロ・コシャ、パスクァーレ・フェスタ・カンパニーレ
- 撮影 : フランコ・ディ・ジャコモ （Franco Di Giacomo）
- 美術・衣裳 : エンリコ・ヨブ （Enrico Job）
- 編集 : セルジオ・モンタナーリ （Sergio Montanari）
- 音楽 : エンニオ・モリコーネ
- 音楽監督 : ブルーノ・ニコライ （Bruno Nicolai)

- フォーマット : カラー映画 - スコープ・サイズ（アナモルフィック、1.85:1）[6] - モノラル録音

## キャスト
クレジット順
- フィリ : センタ・バーガー
- ウッリ : ジュリアーノ・ジェンマ
- グッル : フランク・ヴォルフ （Frank Wolff）
- マルーク : レンツォ・モンタニャーニ （Renzo Montagnani）
- プット : リーノ・トッフォロ （Lino Toffolo）
- ウトー : フランチェスコ・ムーレ （Francesco Mulé）
- ツォーグ : アルド・ジュッフレ （Aldo Giuffrè）
- 洞窟女族の指導者 : パオラ・ボルボーニ （Paola Borboni）
- カオ : ランド・ブッツァンカ （Lando Buzzanca）

## シリーズ
公式製作
- 『女にしっぽがあったころ』 Quando le donne avevano la coda - 本作、1970年
- 『女がしっぽをなくしたころ』 Quando le donne persero la coda : 監督パスクァーレ・フェスタ・カンパニーレ、主演センタ・バーガー、1972年

ドイツでの続篇
同傾向のイタリア映画をドイツ国内で続篇的にタイトルを付したものの一覧である。
- Als die Frauen noch Schwänze hatten - 本作、1970年
- Als die Frauen noch Schwänze hatten 2, 原題 Grunt! : 監督・主演アンディ・ルオットー、1983年
- Als die Frauen noch Schwänze hatten 3, 原題 Quando gli uomini armarono la clava e... con le donne fecero din don : 監督ブルーノ・コルブッチ、1971年
- Als die Frauen noch Schwänze hatten 4, 原題 Attila flagello di Dio 『アッティラが神を非難する』 : 監督カステッラーノ＝ピポロ、1982年

## 関連事項
- イタリア式コメディ
- フィルム・ヴェンチャーズ・インターナショナル （en:Film Ventures International）
- ゲイル (出版社) （en:Gale (publisher)）
- アンディ・ルオットー （it:Andy Luotto）